# Austrognatharia atraclava
Austrognatharia atraclava är en djurart som tillhör fylumet käkmaskar, och som beskrevs av Ehlers 1973. Austrognatharia atraclava ingår i släktet Austrognatharia och familjen Austrognathiidae. Inga underarter finns listade i Catalogue of Life.